# Theopompa servillei
Theopompa servillei är en bönsyrseart som beskrevs av De Haan 1842. Theopompa servillei ingår i släktet Theopompa och familjen Liturgusidae. Inga underarter finns listade i Catalogue of Life.

## Bildgalleri

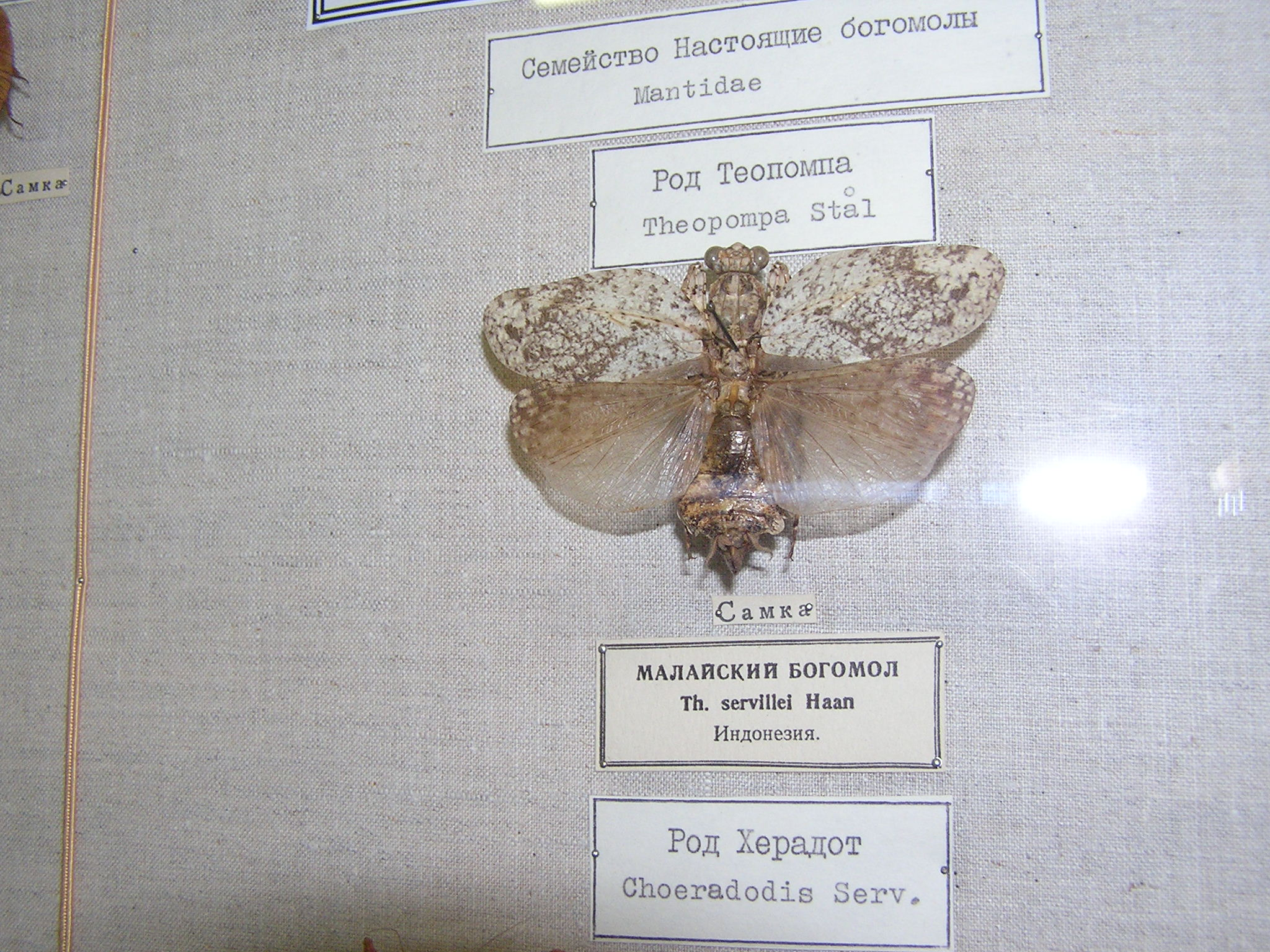